# آخايا (منطقة قديمة)
آخايا  (/əˈkiːə/) أو أخائيه (/əˈkaɪə/; (باليونانية: Ἀχαΐα)‏, Ancient Greek: ‎[akʰaía]‏) كانت (وهي) المنطقة الشمالية من البيلوبونيز، تحتل القطاع الساحلي شمال أركاديا. كانت حدوده التقريبية إلى الجنوب سلسلة جبال إيرمانثوث (Mount Erymanthos)، وإلى الجنوب الشرقي سلسلة جبال كيليني (Mount Kyllini)، وإلى شرق سيكيون، وإلى الغرب نهر لاريسوس (Larissos (river)). وبصرف النظر عن السهل حول ديمي (Dyme, Greece)، إلى الغرب، كانت آخايا عموما منطقة جبلية.